# Kõo (gemeente)
Kõo (Estisch: Kõo vald) is een voormalige gemeente in de Estlandse provincie Viljandimaa. De gemeente telde 1038 inwoners op 1 januari 2017 en had een oppervlakte van 149,4 km². In oktober 2017 ging Kõo op in de fusiegemeente Põhja-Sakala.

## Indeling
Tot de landgemeente behoorden vijftien dorpen:
- Arjassaare
- Arussaare
- Kangrussaare
- Kirivere
- Koksvere
- Kõo
- Loopre
- Maalasti
- Paaksima
- Paenasti
- Pilistvere
- Saviaugu
- Soomevere
- Unakvere
- Venevere

Twee daarvan telden bij de volkstelling van 2021 meer dan honderd inwoners, het hoofddorp Kõo en Koksvere.
In Pilistvere bevindt zich het graf van Jüri Vilms (1889-1918), een van de grondleggers van het onafhankelijke Estland.

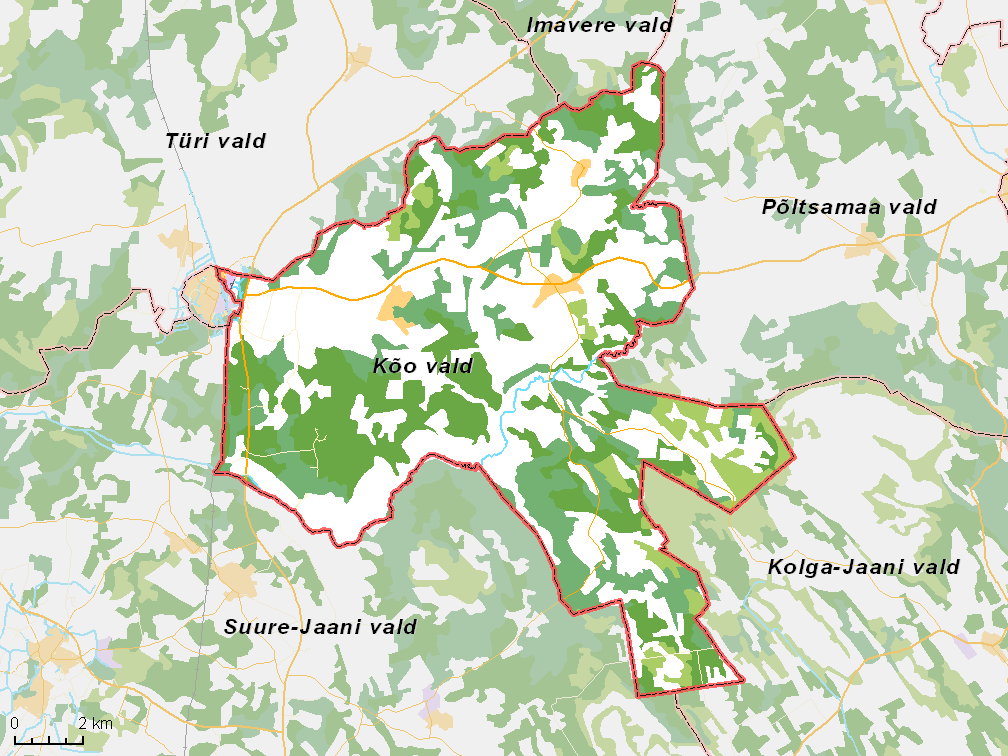
De gemeente met omliggende gemeenten, situatie begin 2017